# Turški jeziki
Túrški jezíki so družina sorodnih jezikov, ki jih govorijo ljudstva od Turčije  do Jakutije v severovzhodni Sibiriji. Največ govorcev ima turščina (okoli 70 milijonov). Skupno je turških jezikov okoli 40, vseh govorcev turških jezikov pa je okoli 180 milijonov. Upoštevajoč tiste, ki jim je turščina drugi sporazumevalni jezik, je vseh govorcev preko 200 milijonov. Del primerjalnih jezikoslovcev predpostavlja širšo družino altajskih jezikov, v katero uvrščajo poleg turških jezikov še družini mongolskih in tunguških jezikov. O sorodnosti altajske družine s korejščino in japonščino je več dvomov, saj njune značilnosti prej kažejo na ločen izvor.
Pradomovina vseh turških ljudstev, in morda tudi ostalih "altajskih" ljudstev, naj bi bilo območje Altaja v zahodni Mongoliji. Med 6. in 11. stoletjem so turška ljudstva prodirala na zahod in sever, takrat se je pričel ločeni razvoj jezikov. Prvi pisni dokumenti stare turščine segajo v 8. stoletje. To so kamniti spomeniki, v katere so klesali turško runsko pisavo.
Turški jeziki imajo številne skupne lastnosti: ne poznajo slovničnega spola, upoštevajo sozvočnost samoglasnikov (imenovano tudi vokalna harmonija) in so aglutinirajoči. Stopnja medsebojne razumljivosti je visoka med jeziki oguške družine (jugozahodni turški jeziki): turščino, azerbajdžanščino, turkmenščino, gagavščino ter krimsko tatarščino, ki ga sicer uvrščajo v severozahodno držino turških jezikov, a je Krim daljši čas bil pod oblastjo oziroma vplivom Turkov.

## Primerjava sopomenk
V spodnji tabeli so navedene besede, ki imajo v naštetih jezikih enak ali soroden pomen in pričajo o skupnem izvoru.
|                    | pomen       | staroturško | turško      | azerbajdžansko | turkmensko | tatarsko  | baškirsko   | kazaško   | kirgiško | uzbeško   | ujgursko  | jakutsko | čuvaško      |
| ------------------ | ----------- | ----------- | ----------- | -------------- | ---------- | --------- | ----------- | --------- | -------- | --------- | --------- | -------- | ------------ |
| osebe              | prednik/oče | Ata         | Ata         | Ata            | Ata        | Atta      | Ata(y)      | Ata       | Ata      | Ota       | Ata       | Ata      | Ate          |
| osebe              | mati        | Ana         | Ana/Anne    | Ana            | Ene        | Ana       | Inä(y)/Asay | Ana       | Ene      | Ona       | Ana       |          | Anne         |
| osebe              | sin         | O'gul       | Oğul/Oğlan  | Oğul           | Oğul       | Ul, uğıl  | Ul          | Ul        | Uul      | O'g'il    | Oghul     | Uol      | Yvăl, Ul     |
| osebe              | človek      | Er(kek)     | Er(kek)     | Ər             | Erkek      | İr        | İr(käk)     | Er(kek)   | Erkek    | Erkak     | Er        | Er       | Ar/Arşçin    |
| osebe              | dekle       | Kyz         | Kız         | Qız            | Gyz        | Qız       | Qıð         | Qız       | Kız      | Qiz       | Qiz       | Ky:s     | Hĕr          |
| osebe              | oseba       | Kişi        | Kişi/Şahıs  | Kişi/Şəxs      | Kişi       | Keshe     | Keşe        | Kisi      | Kishi    | Kishi     | Kishi     | Kihi     | Şçin         |
| osebe              | nevesta     | Kelin       | Gelin       | Gəlin          | Gelin      | Kilen     | Kilen       | Kelin     | Kelin    | Kelin     | Kelin     | Kylyn    | Kin          |
| osebe              | tašča       |             | Kaynana     | Qaynana        | Gayın ene  | Qayın ana | Qäynä       | Qayın ene | Kaynene  | Qayın ona | Qeyinana  |          | Hun'ama      |
| deli telesa        | srce        | Yürek       | Yürek       | Ürək           | Ýürek      | Yöräk     | Yöräk       | Jürek     | Jürök    | Yurak     | Yürek     | Süreq    | Čĕre         |
| deli telesa        | kri         | Qan         | Kan         | Qan            | Ga:n       | Qan       | Qan         | Qan       | Kan      | Qon       | Qan       | Qa:n     | Jun          |
| deli telesa        | glava       | Baš         | Baş         | Baş            | Baş        | Baş       | Baş         | Bas       | Bash     | Bosh      | Baş       | Bas      | Puś          |
| deli telesa        | lasje       | Qıl         | Kıl         | Qıl            | Qyl        | Qıl       | Qıl         | Qıl       | Kıl      | Qil       | Qil       | Kıl      |              |
| deli telesa        | oko         | Köz         | Göz         | Göz            | Göz        | Küz       | Küð         | Köz       | Köz      | Ko'z      | Köz       | Kos      | Kuś          |
| deli telesa        | obrvi       | Kirpik      | Kirpik      | Kiprik         | Kirpik     | Kerfek    | Kerpek      | Kirpik    | Kirpik   | Kiprik    | Kirpik    | Kirbi:   | Hărpăk       |
| deli telesa        | uho         | Qulqaq      | Kulak       | Qulaq          | Gulak      | Qolaq     | Qolaq       | Qulaq     | Kulak    | Quloq     | Qulaq     | Gulka:k  | Hălha        |
| deli telesa        | nos         | Burun       | Burun       | Burun          | Burun      | Borın     | Moron       | Murın     | Murun    | Burun     | Burun     | Murun    |              |
| deli telesa        | roka        | Qol         | Kol         | Qol            | Gol        | Qul       | Qul         | Qol       | Kol      | Qo'l      | Qol,Bilek | Qol      | Hul/Hol      |
| deli telesa        | dlan        | El(ig)      | El          | Əl             | El         |           |             | Alaqan    | Alakan   |           | Ilik      | Ili:     | Ală          |
| deli telesa        | prst        | Barmak      | Parmak      | Barmaq         | Barmak     | Barmaq    | Barmaq      | Barmaq    | Barmak   | Barmoq    | Barmaq    |          | Pürne/Porn'a |
| deli telesa        | noht        | Tyrnaq      | Tırnak      | Dırnaq         | Dyrnaq     | Tırnaq    | Tırnaq      | Tırnaq    | Tyrmak   | Tirnoq    | Tirnaq    | Tynyraq  | Čĕrne        |
| deli telesa        | koleno      | Tiz         | Diz         | Diz            | Dy:z       | Tez       | Teð, tubıq  | Tize      | Tize     | Tizza     | Tiz       | Tüsäχ    | Čĕrpuśśi     |
| deli telesa        | bedro       | Baltyr      | Baldır      | Baldır         | Baldyr     | Baltır    | Baltır      | Baltır    | Baltyr   | Boldir    | Baldir    | Ballyr   | Pıl          |
| deli telesa        | noga        | Adaq        | Ayak        | Ayaq           | Aýak       | Ayaq      | Ayaq        | Ayaq      | Ayak     | Oyoq      | Ayaq      | Ataq     | Ura          |
| deli telesa        | trebuh      | Qaryn       | Karın       | Qarın          | Garyn      | Qarın     | Qarın       | Qarın     | Karyn    | Qorin     | Qerin     | Qaryn    | Hyrăm        |
| živali             | konj        | At          | At          | At             | At         | At        | At          | At        | At       | Ot        | At        | At       | Ut           |
| živali             | govedo      | Siyir, İnek | Sığır, İnek | İnək, Sığır    | Sygyr      | Sıyır     | Hıyır       | Sïır      | Sıyır    | Sigir     | Siyir     | Inax     | Vıleh        |
| živali             | pes         | Yt          | İt          | İt             | It         | Et        | Et          | Ït        | It       | It        | It        | Yt       | Jytă         |
| živali             | riba        | Balyq       | Balık       | Balıq          | Balyk      | Balıq     | Balıq       | Balıq     | Balık    | Baliq     | Beliq     | Balyk    | Pulă         |
| živali             | uš          | Bit         | Bit         | Bit            | Bit        | Bet       | Bet         | Bït       | Bit      | Bit       | Pit       | Byt      | Pyjtă/Put'ă  |
| drugi samostalniki | hiša        | Uy          | Ev          | Ev             | Öý         | Öy        | Öy          | Üy        | Üy       | Uy        | Öy        |          | Av*          |
| drugi samostalniki | šotor       | Otag        | Otağ        | Otaq           | Otag       |           |             |           |          | O'toq     | Otaq      | Otu:     |              |
| drugi samostalniki | pot         | Yol         | Yol         | Yol            | Yo:l       | Yul       | Yul         | Jol       | Jol      | Yo'l      | Yol       | Suol     | Śul          |
| drugi samostalniki | most        | Köprüq      | Köprü       | Körpü          | Köpri      | Küper     | Küper       | Köpir     | Köpürö   | Ko'prik   | Kövrük    | Kürpe    | Kĕper        |
| drugi samostalniki | puščica     | Oq          | Ok          | Ox             | Ok         | Uq        | Uq          | Oq        | Ok       | O'q       | Oq        | Oχ       | Uhă          |
| drugi samostalniki | ogenj       | Ot          | Od          | Od             | Ot         | Ut        | Ut          | Ot        | Ot       | O't       | Ot        | Uot      | Vut/Vot      |
| drugi samostalniki | pepel       | Kül         | Kül         | Kül            | Kül        | Köl       | Köl         | Kül       | Kül      | Kul       | Kül       | Kül      | Kĕl          |
| drugi samostalniki | voda        | Suv         | Su          | Su             | Suw        | Su        | Hıw         | Su        | Suu      | Suv       | Su        | Ui       | Šyv/Šu       |
| drugi samostalniki | čoln, ladja | Kemi        | Gemi        | Gəmi           | Gämi       | Köymä     | Kämä        | Keme      | Keme     | Kema      | Keme      |          | Kimĕ         |
| drugi samostalniki | jezero      | Köl         | Göl         | Göl            | Köl        | Kül       | Kül         | Köl       | Köl      | Ko'l      | Köl       | Küöl     | Külĕ         |
| drugi samostalniki | sonce/dan   | Küneš       | Gün(eş)     | Gün(əş)        | Gün        | Kön       | Kön         | Kün       | Kün      | Kun       | Kün       | Kün      | Kun          |
| drugi samostalniki | oblak       | Bulut       | Bulut       | Bulud          | Bulut      | Bolıt     | Bolot       | Bult      | Bulut    | Bulut     | Bulut     | Bylyt    | Pĕlĕt        |
| drugi samostalniki | zvezda      | Yulduz      | Yıldız      | Ulduz          | Ýyldyz     | Yoldız    | Yondoð      | Juldız    | Jıldız   | Yulduz    | Yultuz    | Sulus    | Śăltăr       |
| drugi samostalniki | zemlja      | Topraq      | Toprak      | Torpaq         | Toprak     | Tufraq    | Tupraq      | Topıraq   | Topurak  | Tuproq    | Tupraq    | Toburaχ  | Tăpra        |
| drugi samostalniki | vrh         | Töpü        | Tepe        | Təpə           | Depe       | Tübä      | Tübä        | Töbe      | Töbö     | Tepa      | Töpe      | Töbö     | Tüpĕ         |
| drugi samostalniki | drevo, gozd | Yağac       | Ağaç        | Ağac           | Agaç       | Ağaç      | Ağas        | Ağaş      | Jygach   | Yog'och   | Yahach    |          | Jyvăś        |
| drugi samostalniki | bog(Tengri) | Tengri      | Tanrı       | Tanrı          | Taňry      | Täñre     | Täñre       | Täñiri    | Teñir    | Tangri    | Tengri    | Tanara   | Tură/Toră    |
| drugi samostalniki | nebo, modro | Kök         | Gök         | Göy            | Gök        | Kük       | Kük         | Kök       | Kök      | Ko'k      | Kök       | Küöq     | Kăvak/Koak   |
| pridevniki         | dolg        | Uzun        | Uzun        | Uzun           | Uzyn       | Ozın      | Oðon        | Uzın      | Uzun     | Uzun      | Uzun      | Uhun     | Vărăm        |
| pridevniki         | nov         | Yany        | Yeni        | Yeni           | Yany       | Yaña      | Yañı        | Jaña      | Jañı     | Yangi     | Yengi     | Sana     | Śĕnĕ         |
| pridevniki         | debel       | Semiz       | Semiz       |                | Semiz      | Simez     | Himeð       | Semiz     | Semiz    | Semiz     | Semiz     | Emis     | Samăr        |
| pridevniki         | poln        | Tolu        | Dolu        | Dolu           | Do:ly      | Tulı      | Tulı        | Tolı      | Tolo     | To'la     | Toluq     | Toloru   | Tulli        |
| pridevniki         | bel         | Aq          | Ak          | Ağ             | Ak         | Aq        | Aq          | Aq        | Ak       | Oq        | Aq        |          |              |
| pridevniki         | črn         | Qara        | Kara        | Qara           | Gara       | Qara      | Qara        | Qara      | Kara     | Qora      | Qara      | Xara     | Hura         |
| pridevniki         | rdeč        | Qyzyl       | Kızıl       | Qızıl          | Gyzyl      | Qızıl     | Qıðıl       | Qızıl     | Kızıl    | Qizil     | Qizil     | Kyhyl    | Hĕrlĕ        |
| števila            | 1           | Bir         | Bir         | Bir            | Bir        | Ber       | Ber         | Bir       | Bir      | Bir       | Bir       | Bi:r     | Pĕrre        |
| števila            | 2           | Eki         | İki         | İki            | Iki        | İke       | İke         | Eki       | Eki      | Ikki      | Ikki      | Ikki     | Ikkĕ         |
| števila            | 4           | Tört        | Dört        | Dörd           | Dö:rt      | Dürt      | Dürt        | Tört      | Tört     | To'rt     | Tört      | Tüört    | Tăvattă      |
| števila            | 7           | Yeti        | Yedi        | Yeddi          | Yedi       | Cide      | Yete        | Jeti      | Jeti     | Yetti     | Yetti     | Sette    | Śiččĕ        |
| števila            | 10          | On          | On          | On             | O:n        | Un        | Un          | On        | On       | O'n       | On        | Uon      | Vunnă/Vonnă  |
| števila            | 100         | Yüz         | Yüz         | Yüz            | Yüz        | Yöz       | Yöð         | Jüz       | Jüz      | Yuz       | Yüz       | Sü:s     | Śĕr          |
|                    |             | staroturško | turško      | azerbajdžansko | turkmensko | tatarsko  | baškirsko   | kazaško   | kirgiško | uzbeško   | ujgursko  | jakutsko | čuvaško      |